# Bang Rajan
Bang Rajan es una histórica población situada al norte de Ayutthaya (antigua capital de Siam) en lo que hoy en día es Tailandia. Esta ciudad es muy conocida por la fuerte resistencia que opuso ante la invasión del ejército birmano en el año 1767.
Se han producido dos películas tailandesas sibre Bang Rajan. La primera de 1966 protagonizada por Sombat Metanee. Pero es más conocida la del año 2000 del director Thanit Jitnukul, cuyo protagonista es Winai Kraibutr; Oliver Stone la adoptó, dándola a conocer en el 2004 en los Estados Unidos.
- Datos: Q4854968